# Fußball-Weltmeisterschaft 2014/Gruppe C
| Pl. | Land           | Sp. | S | U | N | Tore    | Diff. | Punkte |
| --- | -------------- | --- | - | - | - | ------- | ----- | ------ |
| 1.  | Kolumbien      | 3   | 3 | 0 | 0 | 009:200 | +7    | 09     |
| 2.  | Griechenland   | 3   | 1 | 1 | 1 | 002:400 | −2    | 04     |
| 3.  | Elfenbeinküste | 3   | 1 | 0 | 2 | 004:500 | −1    | 03     |
| 4.  | Japan          | 3   | 0 | 1 | 2 | 002:600 | −4    | 01     |

Gruppe C der Fußball-Weltmeisterschaft 2014:

## Kolumbien – Griechenland 3:0 (1:0)
| Kolumbien                                                                                          | Kolumbien | Griechenland | Griechenland | Aufstellung                              |
| -------------------------------------------------------------------------------------------------- | --- | --- | ------------ | ---------------------------------------- |
| Kolumbien                                                                                          | \| 1. Spieltag \| \| 14. Juni 2014 um 13:00 Uhr (18:00 Uhr MESZ) in Belo Horizonte (Estádio Governador Magalhães Pinto) \| \| Zuschauer: 57.174 \| \| Schiedsrichter: Mark Geiger ( Vereinigte Staaten) \| \| Spielbericht \|                                                          | \| 1. Spieltag \| \| 14. Juni 2014 um 13:00 Uhr (18:00 Uhr MESZ) in Belo Horizonte (Estádio Governador Magalhães Pinto) \| \| Zuschauer: 57.174 \| \| Schiedsrichter: Mark Geiger ( Vereinigte Staaten) \| \| Spielbericht \| | Griechenland | Aufstellung Kolumbien gegen Griechenland |
| Kolumbien                                                                                          | David Ospina – Juan Zúñiga, Cristián Zapata, Mario Yepes , Pablo Armero (74. Santiago Arias) – Abel Aguilar (69. Alexander Mejía), Carlos Sánchez – Juan Cuadrado, James Rodríguez, Víctor Ibarbo – Teófilo Gutiérrez (76. Jackson Martínez) Cheftrainer: José Pekerman ( Argentinien) | Orestis Karnezis – Vasilios Torosidis, Kostas Manolas, Sokratis, José Holebas – Ioannis Maniatis, Panagiotis Kone (78. Giorgos Karagounis) – Konstantinos Katsouranis – Dimitrios Salpingidis (57. Ioannis Fetfatzidis), Giorgos Samaras – Theofanis Gekas (64. Konstantinos Mitroglou) Cheftrainer: Fernando Santos ( Portugal) | Griechenland | Aufstellung Kolumbien gegen Griechenland |
| Kolumbien                                                                                          | 1:0 Armero (5.) 2:0 Gutiérrez (58.) 3:0 Rodríguez (90.+3') | | Griechenland | Aufstellung Kolumbien gegen Griechenland |
| Kolumbien                                                                                          | Sánchez (26.) | Papastathopoulos (52.), Salpingidis (55.) | Griechenland | Aufstellung Kolumbien gegen Griechenland |
| Kolumbien                                                                                          | Man of the Match: James Rodríguez (Kolumbien) | | Griechenland | Aufstellung Kolumbien gegen Griechenland |
| 1. Spieltag                                                                                        | | |              |                                          |
| 14. Juni 2014 um 13:00 Uhr (18:00 Uhr MESZ) in Belo Horizonte (Estádio Governador Magalhães Pinto) | | |              |                                          |
| Zuschauer: 57.174                                                                                  | | |              |                                          |
| Schiedsrichter: Mark Geiger ( Vereinigte Staaten)                                                  | | |              |                                          |
| Spielbericht                                                                                       | | |              |                                          |

## Elfenbeinküste – Japan 2:1 (0:1)
| Elfenbeinküste                                                                     | Elfenbeinküste | Japan | Japan | Aufstellung                            |
| ---------------------------------------------------------------------------------- | --- | --- | ----- | -------------------------------------- |
| Elfenbeinküste                                                                     | \| 1. Spieltag \| \| 14. Juni 2014 um 22:00 Uhr (15. Juni, 03:00 Uhr MESZ) in Recife (Arena Pernambuco) \| \| Zuschauer: 40.267 \| \| Schiedsrichter: Enrique Osses ( Chile) \| \| Spielbericht \|                                                                   | \| 1. Spieltag \| \| 14. Juni 2014 um 22:00 Uhr (15. Juni, 03:00 Uhr MESZ) in Recife (Arena Pernambuco) \| \| Zuschauer: 40.267 \| \| Schiedsrichter: Enrique Osses ( Chile) \| \| Spielbericht \|                                                                                    | Japan | Aufstellung Elfenbeinküste gegen Japan |
| Elfenbeinküste                                                                     | Boubacar Barry – Arthur Boka (75. Constant Djakpa), Serge Aurier, Souleymane Bamba – Didier Zokora, Cheik Tioté, Yaya Touré , Serey Die (62. Didier Drogba) – Salomon Kalou, Gervinho, Wilfried Bony (78. Didier Ya Konan) Cheftrainer: Sabri Lamouchi ( Frankreich) | Eiji Kawashima – Atsuto Uchida, Yūto Nagatomo, Masato Morishige, Maya Yoshida – Hotaru Yamaguchi, Makoto Hasebe (54. Yasuhito Endō) – Keisuke Honda, Shinji Okazaki, Shinji Kagawa (86. Yōichirō Kakitani), Yūya Ōsako (67. Yoshito Ōkubo) Cheftrainer: Alberto Zaccheroni ( Italien) | Japan | Aufstellung Elfenbeinküste gegen Japan |
| Elfenbeinküste                                                                     | 1:1 Bony (64.) 2:1 Gervinho (66.) | 0:1 Honda (16.) | Japan | Aufstellung Elfenbeinküste gegen Japan |
| Elfenbeinküste                                                                     | Bamba (54.), Zokora (58.) | Yoshida (23.), Morishige (64.) | Japan | Aufstellung Elfenbeinküste gegen Japan |
| Elfenbeinküste                                                                     | Man of the Match: Yaya Touré (Elfenbeinküste) | | Japan | Aufstellung Elfenbeinküste gegen Japan |
| 1. Spieltag                                                                        | | |       |                                        |
| 14. Juni 2014 um 22:00 Uhr (15. Juni, 03:00 Uhr MESZ) in Recife (Arena Pernambuco) | | |       |                                        |
| Zuschauer: 40.267                                                                  | | |       |                                        |
| Schiedsrichter: Enrique Osses ( Chile)                                             | | |       |                                        |
| Spielbericht                                                                       | | |       |                                        |

## Kolumbien – Elfenbeinküste 2:1 (0:0)
| Kolumbien                                                                                             | Kolumbien | Elfenbeinküste | Elfenbeinküste | Aufstellung                                |
| --- | --- | --- | -------------- | ------------------------------------------ |
| Kolumbien                                                                                             | \| 2. Spieltag \| \| 19. Juni 2014 um 13:00 Uhr (18:00 Uhr MESZ) in Brasília (Estádio Nacional de Brasília Mané Garrincha) \| \| Zuschauer: 68.748 \| \| Schiedsrichter: Howard Webb ( England) \| \| Spielbericht \|                                                               | \| 2. Spieltag \| \| 19. Juni 2014 um 13:00 Uhr (18:00 Uhr MESZ) in Brasília (Estádio Nacional de Brasília Mané Garrincha) \| \| Zuschauer: 68.748 \| \| Schiedsrichter: Howard Webb ( England) \| \| Spielbericht \|                                         | Elfenbeinküste | Aufstellung Kolumbien gegen Elfenbeinküste |
| Kolumbien                                                                                             | David Ospina – Juan Zúñiga, Cristián Zapata, Mario Yepes , Pablo Armero (72. Santiago Arias) – Abel Aguilar (79. Alexander Mejía), Carlos Sánchez – Juan Cuadrado, James Rodríguez, Víctor Ibarbo (53. Juan Quintero) – Teófilo Gutiérrez Cheftrainer: José Pekerman ( Argentinien) | Boubacar Barry – Serge Aurier, Didier Zokora, Souleymane Bamba, Arthur Boka – Serey Die (73. Mathis Bolly), Cheik Tioté – Gervinho, Yaya Touré , Max Gradel (67. Salomon Kalou) – Wilfried Bony (60. Didier Drogba) Cheftrainer: Sabri Lamouchi ( Frankreich) | Elfenbeinküste | Aufstellung Kolumbien gegen Elfenbeinküste |
| Kolumbien                                                                                             | 1:0 Rodríguez (64.) 2:0 Quintero (70.) | 2:1 Gervinho (73.) | Elfenbeinküste | Aufstellung Kolumbien gegen Elfenbeinküste |
| Kolumbien                                                                                             | Zokora (55.), Tioté (90.) | | Elfenbeinküste | Aufstellung Kolumbien gegen Elfenbeinküste |
| Kolumbien                                                                                             | Man of the Match: James Rodríguez (Kolumbien) | | Elfenbeinküste | Aufstellung Kolumbien gegen Elfenbeinküste |
| 2. Spieltag                                                                                           | | |                |                                            |
| 19. Juni 2014 um 13:00 Uhr (18:00 Uhr MESZ) in Brasília (Estádio Nacional de Brasília Mané Garrincha) | | |                |                                            |
| Zuschauer: 68.748                                                                                     | | |                |                                            |
| Schiedsrichter: Howard Webb ( England)                                                                | | |                |                                            |
| Spielbericht                                                                                          | | |                |                                            |

## Japan – Griechenland 0:0
| Japan                                                                            | Japan | Griechenland | Griechenland | Aufstellung                          |
| -------------------------------------------------------------------------------- | --- | --- | ------------ | ------------------------------------ |
| Japan                                                                            | \| 2. Spieltag \| \| 19. Juni 2014 um 19:00 Uhr (20. Juni, 00:00 Uhr MESZ) in Natal (Arena das Dunas) \| \| Zuschauer: 39.485 \| \| Schiedsrichter: Joel Aguilar ( El Salvador) \| \| Spielbericht \|                                                       | \| 2. Spieltag \| \| 19. Juni 2014 um 19:00 Uhr (20. Juni, 00:00 Uhr MESZ) in Natal (Arena das Dunas) \| \| Zuschauer: 39.485 \| \| Schiedsrichter: Joel Aguilar ( El Salvador) \| \| Spielbericht \| | Griechenland | Aufstellung Japan gegen Griechenland |
| Japan                                                                            | Eiji Kawashima – Atsuto Uchida, Yūto Nagatomo, Maya Yoshida, Yasuyuki Konno – Hotaru Yamaguchi, Makoto Hasebe (46. Yasuhito Endō) – Keisuke Honda, Shinji Okazaki, Yūya Ōsako (57. Shinji Kagawa), Yoshito Ōkubo Cheftrainer: Alberto Zaccheroni ( Italien) | Orestis Karnezis – Vasilios Torosidis, Kostas Manolas, Sokratis, José Holebas – Panagiotis Kone (81. Dimitrios Salpingidis), Ioannis Maniatis – Konstantinos Katsouranis – Ioannis Fetfatzidis (41. Giorgos Karagounis), Giorgos Samaras – Konstantinos Mitroglou (35. Theofanis Gekas) Cheftrainer: Fernando Santos ( Portugal) | Griechenland | Aufstellung Japan gegen Griechenland |
| Japan                                                                            | Hasebe (12.) | Katsouranis (27.), Samaras (55.), Torosidis (89.) | Griechenland | Aufstellung Japan gegen Griechenland |
| Japan                                                                            | Katsouranis (38.) | | Griechenland | Aufstellung Japan gegen Griechenland |
| Japan                                                                            | Man of the Match: Keisuke Honda (Japan) | | Griechenland | Aufstellung Japan gegen Griechenland |
| 2. Spieltag                                                                      | | |              |                                      |
| 19. Juni 2014 um 19:00 Uhr (20. Juni, 00:00 Uhr MESZ) in Natal (Arena das Dunas) | | |              |                                      |
| Zuschauer: 39.485                                                                | | |              |                                      |
| Schiedsrichter: Joel Aguilar ( El Salvador)                                      | | |              |                                      |
| Spielbericht                                                                     | | |              |                                      |

## Japan – Kolumbien 1:4 (1:1)
| Japan                                                                  | Japan | Kolumbien | Kolumbien | Aufstellung                       |
| ---------------------------------------------------------------------- | --- | --- | --------- | --------------------------------- |
| Japan                                                                  | \| 3. Spieltag \| \| 24. Juni 2014 um 16:00 Uhr (22:00 Uhr MESZ) in Cuiabá (Arena Pantanal) \| \| Zuschauer: 40.340 \| \| Schiedsrichter: Pedro Proença ( Portugal) \| \| Spielbericht \| | \| 3. Spieltag \| \| 24. Juni 2014 um 16:00 Uhr (22:00 Uhr MESZ) in Cuiabá (Arena Pantanal) \| \| Zuschauer: 40.340 \| \| Schiedsrichter: Pedro Proença ( Portugal) \| \| Spielbericht \|                                                                                              | Kolumbien | Aufstellung Japan gegen Kolumbien |
| Japan                                                                  | Eiji Kawashima – Atsuto Uchida, Maya Yoshida, Yasuyuki Konno, Yūto Nagatomo – Toshihiro Aoyama (62. Hotaru Yamaguchi), Makoto Hasebe – Shinji Okazaki (69. Yōichirō Kakitani), Keisuke Honda, Shinji Kagawa (85. Hiroshi Kiyotake) – Yoshito Ōkubo Cheftrainer: Alberto Zaccheroni ( Italien) | David Ospina (85. Faryd Mondragón) – Santiago Arias, Carlos Valdés, Éder Balanta, Pablo Armero – Alexander Mejía, Fredy Guarín – Juan Cuadrado (46. Carlos Carbonero), Juan Quintero (46. James Rodríguez) – Adrián Ramos – Jackson Martínez Cheftrainer: José Pekerman ( Argentinien) | Kolumbien | Aufstellung Japan gegen Kolumbien |
| Japan                                                                  | 1:1 Okazaki (45.+1') | 0:1 Cuadrado (17., Foulelfmeter) 1:2 Martínez (55.) 1:3 Martínez (82.) 1:4 Rodríguez (90.) | Kolumbien | Aufstellung Japan gegen Kolumbien |
| Japan                                                                  | Konno (16.) | Guarín (63.) | Kolumbien | Aufstellung Japan gegen Kolumbien |
| Japan                                                                  | Man of the Match: Jackson Martínez (Kolumbien) | | Kolumbien | Aufstellung Japan gegen Kolumbien |
| 3. Spieltag                                                            | | |           |                                   |
| 24. Juni 2014 um 16:00 Uhr (22:00 Uhr MESZ) in Cuiabá (Arena Pantanal) | | |           |                                   |
| Zuschauer: 40.340                                                      | | |           |                                   |
| Schiedsrichter: Pedro Proença ( Portugal)                              | | |           |                                   |
| Spielbericht                                                           | | |           |                                   |

## Griechenland – Elfenbeinküste 2:1 (1:0)
| Griechenland                                                                                | Griechenland | Elfenbeinküste | Elfenbeinküste | Aufstellung                                   |
| ------------------------------------------------------------------------------------------- | --- | --- | -------------- | --------------------------------------------- |
| Griechenland                                                                                | \| 3. Spieltag \| \| 24. Juni 2014 um 17:00 Uhr (22:00 Uhr MESZ) in Fortaleza (Estádio Plácido Aderaldo Castelo) \| \| Zuschauer: 59.095 \| \| Schiedsrichter: Carlos Vera ( Ecuador) \| \| Spielbericht \| | \| 3. Spieltag \| \| 24. Juni 2014 um 17:00 Uhr (22:00 Uhr MESZ) in Fortaleza (Estádio Plácido Aderaldo Castelo) \| \| Zuschauer: 59.095 \| \| Schiedsrichter: Carlos Vera ( Ecuador) \| \| Spielbericht \|                                                   | Elfenbeinküste | Aufstellung Griechenland gegen Elfenbeinküste |
| Griechenland                                                                                | Orestis Karnezis (24. Panagiotis Glykos) – Vasilios Torosidis, Kostas Manolas, Sokratis, José Holebas – Panagiotis Kone (12. Andreas Samaris), Ioannis Maniatis, Lazaros Christodoulopoulos – Giorgos Karagounis (78. Theofanis Gekas), Giorgos Samaras, Dimitrios Salpingidis Cheftrainer: Fernando Santos ( Portugal) | Boubacar Barry – Serge Aurier, Kolo Touré, Souleymane Bamba, Arthur Boka – Serey Die, Cheik Tioté (61. Wilfried Bony) – Gervinho (83. Giovanni Sio), Yaya Touré, Salomon Kalou, Didier Drogba (78. Ismaël Diomandé) Cheftrainer: Sabri Lamouchi ( Frankreich) | Elfenbeinküste | Aufstellung Griechenland gegen Elfenbeinküste |
| Griechenland                                                                                | 1:0 Samaris (42.) 2:1 Samaras (90.+3', Foulelfmeter) | 1:1 Bony (74.) | Elfenbeinküste | Aufstellung Griechenland gegen Elfenbeinküste |
| Griechenland                                                                                | Drogba (37.), Kalou (62.), Serey (70.) | | Elfenbeinküste | Aufstellung Griechenland gegen Elfenbeinküste |
| Griechenland                                                                                | Man of the Match: Giorgos Samaras (Griechenland) | | Elfenbeinküste | Aufstellung Griechenland gegen Elfenbeinküste |
| 3. Spieltag                                                                                 | | |                |                                               |
| 24. Juni 2014 um 17:00 Uhr (22:00 Uhr MESZ) in Fortaleza (Estádio Plácido Aderaldo Castelo) | | |                |                                               |
| Zuschauer: 59.095                                                                           | | |                |                                               |
| Schiedsrichter: Carlos Vera ( Ecuador)                                                      | | |                |                                               |
| Spielbericht                                                                                | | |                |                                               |